# Mads Brügger
Mads Johan Brügger Cortzen (født 24. juni 1972) er en dansk journalist og tidligere programchef på radiokanalen Radio24syv.
Inden sin tiltræden på Radio24syv gjorde Mads Brügger sig bemærket ved blandt andet at infiltrere forskellige miljøer under falske forudsætninger. Hans særegne journalistiske metode er i stil med new journalism eller gonzo-journalistikken. Fra 1996 og til sin tiltræden på Radio24syv var Brügger journalist og tv-tilrettelægger på Danmarks Radio, hvor han blandt andet skabte de satiriske dokumentarserier Danes for Bush (2004) og Det Røde Kapel (2006). Sideløbende har han været redaktør og skrivende journalist på flere magasiner og er medforfatter til bogen Ingen kender Dagen om det mislykkede avisprojekt, Dagen.

## Tidlige liv og karriere
Mads Brügger er søn af tidligere ansvarshavende chefredaktør for Dagbladet Børsen Jan Cortzen og journalist Ingeborg Brügger. Han er bror til Ane Cortzen. Han voksede op i Rungsted og gik på Rungsted Private Realskole. Senere flyttede familien til Frederiksstaden, og Mads Brügger tog studentereksamen fra Ingrid Jespersens Gymnasieskole.
Lysten til at blive journalist kom, da han som 19-årig deltog i en essaykonkurrence udskrevet af Berlingske Tidende. Hans essay handlede om en rejse til Sydamerika. Han beskrev blandt andet, at havde mødt en pige i Brasilien, som han havde dyrket analsex med, og nu var blevet bange for, om han var blevet smittet med HIV. Redaktøren for Berlingskes rejsetillæg ringede til ham for at fortælle, at han havde vundet konkurrencen, men at de ikke kunne trykke passagen om analsex. Oplevelsen med at blive censureret gav Brügger mod på at blive journalist: "Da vidste jeg, at jeg ville være journalist. Det vigtigste, der kan ske for én, der har et budskab, er at blive censureret. Ofte er det bedre, at folk er imod det, man skriver, end at de bifalder det, for bifald kan være ligegyldighed. Det bliver først rigtigt interessant, når man rammer loftet." 
Da han ikke kom ind på journalisthøjskolen, tog han i stedet en bachelor i filmvidenskab på Københavns Universitet samtidig med, at han arbejdede som tv-journalist på Kanal 2 og journalist på Ekstra Bladet.

## Radio- og tv-journalistik
I 1996 blev han ansat hos Danmarks Radio og tog en 2-årig journalistuddannelse. Han var journalist på radioprogrammerne Harddisken og Uland, derefter journalist på Ungdomsredaktionen med ansvar for udviklingen af afdelingens dokumentarprogrammer. I 2001 var han vært på Kleinrocks Kabinet, et satirisk talkshow på DR2. Han fik Kryger-prisen i 2002 for radiodokumentaren Skjoldhøjarkivet (sammen med Mikael Bertelsen og Kim G. Hansen) om livet i parcelhuskvarteret Skjoldhøjparken i det vestlige Aarhus. Skjoldhøjarkivet i seks afsnit betegnede i sin form og indhold et nybrud inden for genrerne montage, reportage og dokumentar. Brügger har også skabt konceptet bag tv-programmet Tal med Gud (2004) med Clement Kjersgaard som studievært.
Makkerparret Brügger og Jakob Boeskov vakte for alvor opsigt med den satiriske dokumentarserie på DR2, Danes For Bush (2004), der beskriver højrefløjen i USA. Klædt ud som Bush-tilhængerne "Mads Cortsen" og "Jacob Boeschou", iført hver deres knaldrøde blazerjakke og medbringende badges, balloner og klistermærker med sloganet "Danes for Bush" kørte de rundt i en autocamper og udgav sig for at være taget til USA for at støtte Bush i valgkampen.
I marts 2006 fik han bevilget 100.000 kroner til sin idé om en dukkekalender om andengenerationsindvandrere – det blev til serien Yallahrup Færgeby.
I 2006 lavede han dokumentarserien Det Røde Kapel (vist på DR2), hvor han tog til Nordkorea sammen med komikerne Simon Jul Jørgensen og Jacob Nossel under dække af at være en kommunistisk teaterinstruktør på turné med teatertruppen "Det Røde Kapel''. De gav sig ud for at ville fremme kulturudvekslingen mellem Nordkorea og Danmark, men formålet var i virkeligheden at undersøge, hvordan det lukkede nordkoreanske samfund hjernevasker deres borgere. I 2009 vandt filmudgaven af "Det Røde Kapel" prisen for bedste nordiske dokumentar ved Nordisk Panorama i Reykjavik. Den 30. januar 2010 vandt Det Røde Kapel Sundance Film Festivals World Cinema Documentary Competition. 
Fra februar 2007 var han medredaktør og medvært på Mikael Bertelsens direkte transmitterede talkshow Den 11. time, hvor han blandt andet interviewede Mikhail Gorbatjov.
I 2009 var han og Mikael Bertelsen på banen igen med dokumentarserien "Quatraro Mysteriet" på DR2, der omhandlede EU-embedsmanden Antonio Quatraro, som døde på mystisk vis i marts 1993.
15. august 2009 begyndte Mads Brügger som vært på DR2's nyhedsmagasin Deadline. I marts 2011 var Mads Brügger vært på "Læsegruppen Sundholm" på DR2 sammen med Mikael Bertelsen.
I august 2011 skiftede Mads Brügger job fra DR til en stilling som kanalchef for Radio24syv – sammen med Mikael Bertelsen.
Brüggers dokumentarfilm Ambassadøren fik dansk premiere den 5. oktober 2011. 
Som med Danes for Bush og Det røde Kapel spiller han en påtaget rolle, i dette tilfælde en Liberiakonsul i Den Centralafrikanske Republik. 
Filmen blev udtaget til hovedkonkurrencen i International Documentary Film Festival Amsterdam i 2011.
Ambassadøren deltog også i Sundance Film Festivalen 2012, såvel som TRUE/ FALSE i Missouri og NEW DIRECTORS NEW FILMS i New York. I Danmark vandt den en Robert for årets bedste lange dokumentar, og Mads Brügger fik samtidig årets Ole af foreningen af onlinefilmjournalister for at være bedste mandlige hovedrolleskuespiller. Kort forinden modtog han Carl Th. Dreyer-prisen for sit arbejde som filminstruktør.
I november 2012 blev Mads Brügger fyret fra sit job som kanalchef for Radio24syv.
Han blev genansat én måned senere.
I januar 2019 vandt Mads Brügger prisen for bedste instruktør ved Sundance Film Festival i Utah, USA. Det gjorde han med dokumentarfilmen Cold Case Hammarskjöld.
Den 11. oktober 2020 havde dokumentaren Muldvarpen - Undercover i Nordkorea premiere samtidig på BBC, DR, NRK og SVT. Den handler om en dansk førtidspensioneret kok, Ulrich Larsen, der som muldvarp gennem 10 år infiltrerer nordkoreanske venskabsforeninger og efterfølgende i Nordkorea sammen med en påstået investor, "Mr. James" (spillet af Jim Mehdi Latrache), og får styret til at indgå aftale om at opføre en fabrik, der skal producere missiler og methamfetamin og ligge på en ø i Victoriasøen i Uganda.[kilde mangler]

## Skreven journalistik
Mads Brügger har været journalist og redaktør på flere magasiner. I perioden 1996-2002 redigerede han magasinet VIRUS (1997) og var manden bag Döner Magazine (2003), landets første blad henvendt til unge af anden etnisk herkomst end dansk,
samt Black Box Magazine (2003). Han er skribent for Euroman, hvor hans utraditionelle journalistiske metoder også har gjort sig gældende. Som eksempel kan nævnes et portræt af Bjørn Lomborg, hvor Brügger fulgte ham rundt forskellige steder i verden, skrev sine refleksioner ned og til sidst ringede til Lomborgs mor og læste teksten for hende. Det, der blev trykt i Euroman, var en udskrift af telefonsamtalen mellem Brügger og Lomborgs mor.
I 2002 sendte han kunstneren Jakob Boeskov af sted til Kina for at deltage i en våbenmesse med deres eget fiktive våben – en riffel, der kunne plante en satellit-sporingschip i demonstranter. Historien kunne læses i magasinet Black Box Magazine.

### Bøger
Mads Brügger var ansat på den kortlivede og kuldsejlede avis Dagen. Han og Nikolaj Thomassen, der også var journalist på Dagen, skrev efterfølgende bogen Ingen Kender Dagen, som de fik De Berlingske Journalisters Pris for i 2003. Brügger og Thomassen udgav i 2004 bogen Abemanden – Mordet på rockeren Karate-Claus, om likvideringen af Claus Bork Hansen. De to har også skrevet en bog om Tønder-sagen. Den udkom i efteråret 2007 under titlen Grænselandet og delte kritikerne. I 2013 udkom Klovnekrigen, en samling af Mads Brüggers reportager, og i 2017 udkom bogen 11.11.11. hvor Mads Brügger forsøger at opklare omstændighederne omkring et kuldsejlet forsøg på at smugle Gaddafis søn til Mexico.

## Filmografi
- Danes for Bush (2004)
- Det Røde Kapel (2006)
- Quatraro Mysteriet (2009)
- Ambassadøren (2011)
- Cold Case Hammarskjöld (2019)
- Muldvarpen - Undercover i Nordkorea (2020)
- Den Sorte Svane (2024)